# Ben Scharnus
Benedict Michael Scharnus, detto Ben (Newark, 11 dicembre 1917 – Stevensville, 19 marzo 1982), è stato un cestista statunitense, professionista nella ABL e nella BAA.